# Back to You (Benjamin Ingrosso)
Back to You è un singolo di Benjamin Ingrosso, pubblicato il 28 ottobre 2024 come estratto dall'album in studio Pink Velvet Theatre.

## Tracce
1. Back to You – 3:25